# Métropole d'Ilion, Acharnès et Pétroupolis
La métropole d'Ilion, Acharnès et Pétroupolis est un des évêchés de l'Église orthodoxe de Grèce. Elle est située dans le nord-ouest de l'Attique. Elle a été fondée le 13 mai 2010 et procède de la scission en deux du territoire de l'ancienne métropole de l'Attique. Le ressort de la métropole s'étend autour du mont Parnès sur l'ensemble du territoire de cinq municipalités, Ílion, Acharnès, Pétroupoli, Ágii Anárgyri-Kamateró et Phylé ainsi que sur une partie de deux autres municipalités, Diónysos (Kryonéri) et Oropos (Avlónas et Afídnes).

## La cathédrale
C'est l'église de l'Annonciation (Évanghélistria) d'Ílion.

## Les métropolites
- Le métropolite Athénagoras (el)[1] (né Dikéakos), depuis 2010.

## Histoire
Le Saint-Synode avait décidé en 2009 de scinder en deux l'ancienne métropole de l'Attique qui avait son siège à Kifisia. Le Saint-Synode prit en 2009 la décision de créer une nouvelle métropole à Acharnès pour scinder en deux celle de l'Attique. Le 10 février 2010, la question fut présentée à l'Assemblée nationale (Vouli). Les communistes refusèrent d'en débattre estimant qu'il s'agissait d'une affaire interne à l'Église et réclamant une séparation entre l'Église et l'État. Un député socialiste demanda que la nouvelle métropole fût dénommée « d'Ílion » d'abord, « d'Acharnès » en second lieu et que fût ajouté « de Pétroupoli ». Il fut suivi par ses pairs bien qu'Acharnès soit à la fois la ville la plus ancienne et la plus peuplée. 

## Le territoire

### 1erdoyenné,Ílion
8 paroisses

### 2edoyenné,AcharnèsI
6 paroisses

### 3edoyenné,AcharnèsII
6 paroisses dont Thrakomakedónes et Varybóbi

### 4edoyenné,Pétroupoli
4 paroisses

### 5edoyenné, Ágii Anárgyri
- Dème d'Ágii Anárgyri-Kamateró
  - Ágii Anárgyri (3 paroisses)
  - Kamatéro (5 paroisses)
- Dème de Phylé
  - Áno Liósia (4 paroisses)
  - Zéphyri (en) (1)
  - Phylé (1)
- Dème d'Oropos
  - Avlona (en) (1)
  - Aphidnès (1)
- Dème de Dionysos
  - Kryonéri (1)

## Les monastères

### Monastères de femmes
- Monastère de la Mère de Dieu Axion Estin d'Acharnès (Barybombi, rue d'Agios Merkourios)
- Monastère de la Dormition de la Mère de Dieu d'Acharnès (Thrakomakédonès, rue Evrou)
- Monastère de la Nativité de la Mère de Dieu d'Acharnès (Thrakomakédonès, rue Siatistis)
- Monastère Saint-Nectaire d'Acharnès (Néapoli, rue Themistokleous)
- Monastère de la Mère de Dieu Myrovlytissa d'Acharnès (Lathéa, rue Panagias Myrovlytissas)
- Monastère Sainte-Parascève d'Acharnès (quartier Argonafton)
- Monastère Saint-Eustache de Kryonéri (rue Lefkis)
- Monastère de la Mère de Dieu Myrtidiotissa de Kryonéri (rue Panagias Myrtidiotissis)